# Mark "Barney" Greenway
Mark "Barney" Greenway (født 13. juli 1969 i Kettering, England) er en grindcorevokalist. Han har været medlem af Napalm Death, Extreme Noise og Benediction.
I 2010 medvirkede han på sangen "Evelyn" på det danske heavy metalband Volbeats album Beyond Hell/Above Heaven.

## Diskografi

### Med Napalm Death

#### Albums
- Harmony Corruption (1990)
- Utopia Banished (1992)
- Fear, Emptiness, Despair (1994)
- Diatribes (1996)
- Inside the Torn Apart (1997)
- Words from the Exit Wound (1998)
- Enemy of the Music Business (2000)
- Order of the Leech (2002)
- Leaders Not Followers: Part 2 (2004)
- The Code Is Red...Long Live the Code (2005)
- Smear Campaign (2006)
- Time Waits for No Slave (2009)
- Utilitarian (2012)
- Apex Predator – Easy Meat (2015)

#### Opsamlingsalbum
- The Peel Sessions (1989)
- Death by Manipulation (1992)
- The Complete Radio One Sessions (2000)
- Noise for Music's Sake (the best of and the rare of 2CD) (2003)

#### Livealbum
- Live in Europe (7", 1989)
- Live Corruption (1992)
- Bootlegged in Japan (1998)
- Punishment in Capitals (2002)

#### Singler og EP'er
- Suffer the Children (1990)
- Harmony Corruption bonus live EP (EP, 1990)
- Mass Appeal Madness (EP, 1991)
- Utopia Banished Bonus CD (EP, 1992)
- The World Keeps Turning (EP) (1992)
- Nazi Punks Fuck Off (EP) (1993)
- Hung (EP, 1994)
- Plague Rages (Promo, 1994)
- Greed Killing (EP) (1996)
- Cursed to Tour (split with At the Gates, 1996)
- In Tongues We Speak (split-CD with Coalesce) (1997)
- Breed to Breathe (EP, 1997)
- Leaders Not Followers (EP) (1999)
- Tsunami Benefit (Split CD with The Haunted and Heaven Shall Burn) (2005)

### Med Benediction
- The Dreams You Dread
- Confess All Goodness (1990, Split-EP with Pungent Stench)
- Subconscious Terror (1990)
- Dark Is the Season (1992) (on the track "Forged in Fire")

### Med Extreme Noise Terror
- Damage 381 (1997)

### Andre optrædener
- Cerebral Fix – Death Erotica – baggrundsvokal på "Never Again"
- Leng Tch'e – Hypomanic – gæstevokal på "Totalitarian"
- The Haunted – Revolver – cameo optræden i "No Compromise" musikvideoen
- Cephalic Carnage – Anomalies – baggrundsvokal
- Ginger – A Break in the Weather – baggrundsvokal på "The Dying Art of the Chorus"
- Dream Theater – International Fan Club Christmas CD – baggrundsvokal på coveret af Metallicas "Damage Inc."
- Withered – Foile Circulare – backing vocals on "...The Faded Breath" og "Clamor Beneath"
- This Is Menace – The Scene Is Dead – vokal på "Beg for Silence"
- Born From Pain – War – vocals on "Behind Enemy Lines"
- Kill II This – Deviate – baggrundsvokal på "The Flood"
- Extortion – Loose Screws – gæstevokal på "Grind to a Halt"
- Volbeat – Beyond Hell/Above Heaven – gæstevokal på "Evelyn"
- Short Sharp Shock – Problems to the Answer – gæstevokal på "The Kill Floor, ROAR, Here Comes the Neighbourhood"
- Liquorbox (Canadian Country Band) – Gotta Get Gone – gæstevokal på "Busted Up And Broken Down"
- Mothercare (Italian deathgrind band) – Breathing Instructions – gæstevokal på "Copy/Paste"[1]